# Novxanı
Novxanı è un comune dell'Azerbaigian situato nel distretto di Abşeron. Conta una popolazione di 4 468 abitanti.